# Mickaël Rol
Pour les articles homonymes, voir Rol.
Mickaël Rol est un joueur de football français né le 30 octobre 1976 à Lyon. Il évolue au poste de défenseur.

## Biographie
Issu du centre de formation de l'Olympique lyonnais, il commence sa carrière professionnelle en Ligue 2, à l'OGC Nice puis aux Chamois niortais. Il dispute un total de 49 matchs en Division 1, et 93 en Division 2.  
Avec le club de la Côte d'Azur, il participe à la Coupe d'Europe des vainqueurs de coupe lors de la saison 1997-1998. Lors de cette compétition, il inscrit un but face au club écossais de Kilmarnock. Les Niçois sont éliminés au stade des huitièmes de finale par le club tchèque du Slavia Prague. Avec l'équipe de Niort, il est demi-finaliste de la Coupe de la Ligue en 2001, en étant battu sur le score de 2-0 par l'AS Monaco. 
Mickaël Rol évolue ensuite à l'AS Cherbourg puis à l'ASOA Valence, clubs de National. Après un passage en CFA, à Montluçon, il termine sa carrière à Croix de Savoie, qui deviendra l'Évian Thonon Gaillard Football Club.

## Carrière
- ????-1997 :  Olympique lyonnais (Centre de formation/Ligue 1)
- 1997-1999 :  OGC Nice (En Ligue 1)
- 1999-2002 :  Chamois niortais FC (En Ligue 2)
- 2003-2004 :  AS Cherbourg (En National)
- 2004-2005 :  ASOA Valence (En National)
- 2005-2007 :  EDS Montluçon (En CFA)
- 2007-2008 :  Croix de Savoie (En CFA)
- 2008-2009 :  Évian Thonon (En Ligue 1)[3]